# ジャパン・ジェネラル・オーケストラ
ジャパン・ジェネラル・オーケストラ（英: Japan General Orchestra）は、日本のオーケストラ。略称は「ジェネオケ」。

## 概要
2022年、有限会社結美堂のコンサートプロデューサー結月美妃が創設。コンサートマスターには2022年3月まで広島交響楽団第1コンサートマスターを務めたヴァイオリニスト・佐久間聡一が招かれた。
名称は「懲り過ぎず、馴染みやすい」ことを意識し、いろいろなことに臨機応変に対応したいという思いを込めて、「普遍的な」という意味をもつ「General」が用いられた。オーケストラのコンセプトは「生きてることに、歓喜しよう」。年に1回、もしくは2回の公演を行うことを予定している。
2022年5月から活動を本格化させ、旗揚げ公演はPart.1が12月7日に日本製鉄紀尾井ホールで、Part.2が12月12日に東京オペラシティコンサートホールで行われる。Part.2で選ばれた演目は「第九」だが、創設者の結月美妃は「第九」が年末の風物詩のように大量消費されることに疑問を抱いており、本来の複雑で深いメッセージ性を表現するために一度のみの公演とする強い思いを語っている。

## コンサート
- 2022年
  - 12月7日 - ジェネオケ旗揚げ公演 Part.1 神尾真由子「四季四季」（日本製鉄紀尾井ホール）
  - 12月12日 - ジェネオケ旗揚げ公演 Part.2 大植英次「第九」2022（東京オペラシティコンサートホール）